# Adelaide International 2021
L'Adelaide International 2021  è stato un torneo di tennis giocato all'aperto sul cemento. È stata la 2ª edizione del torneo, facente parte della categoria WTA 500 nell'ambito del WTA Tour 2021. Il torneo si è giocato al Memorial Drive Tennis Centre di Adelaide in Australia, dal 22 al 28 febbraio 2021. Era inizialmente previsto anche il torneo maschile di categoria ATP Tour 250, ma a causa della pandemia di COVID-19 è stato spostato a Melbourne e ha preso il nome Great Ocean Road Open.

## Partecipanti al singolare

### Teste di serie
| Nazionalità | Giocatore        | Ranking* | Testa di serie |
| ----------- | ---------------- | -------- | -------------- |
| Australia   | Ashleigh Barty   | 1        | 1              |
| Svizzera    | Belinda Bencic   | 12       | 2              |
| Regno Unito | Johanna Konta    | 15       | 3              |
| Belgio      | Elise Mertens    | 16       | 4              |
| Polonia     | Iga Świątek      | 17       | 5              |
| Croazia     | Petra Martić     | 19       | 6              |
| Kazakistan  | Julija Putinceva | 28       | 7              |
| Cina        | Wang Qiang       | 34       | 8              |

* Ranking aggiornato all'8 febbraio 2021.

### Altri partecipanti
Le seguenti giocatrici hanno ricevuto una wildcard per il tabellone principale:
- Ashleigh Barty
- Olivia Gadecki

- Samantha Stosur
- Ajla Tomljanović

Le seguenti giocatrici sono passate dalle qualificazioni:

- Madison Brengle
- Cori Gauff
- Maddison Inglis

- Jasmine Paolini
- Ljudmila Samsonova
- Storm Sanders

Le seguenti giocatrici sono entrate in tabellone come lucky loser:
- Misaki Doi

- Christina McHale

### Ritiri
Prima del torneo
- Ekaterina Aleksandrova → sostituita da  Danielle Collins
- Bianca Andreescu → sostituita da  Jil Teichmann
- Viktoryja Azaranka → sostituita da  Zhang Shuai
- Marie Bouzková → sostituita da  Anna Blinkova
- Jennifer Brady → sostituita da  Shelby Rogers
- Anett Kontaveit → sostituita da  Caroline Garcia
- Elise Mertens → sostituita da  Christina McHale

- Rebecca Peterson → sostituita da  Misaki Doi
- Alison Riske → sostituita da  Veronika Kudermetova
- Elena Rybakina → sostituita da  Laura Siegemund
- Maria Sakkarī → sostituita da  Anastasija Pavljučenkova
- Donna Vekić → sostituita da  Kristina Mladenovic
- Markéta Vondroušová → sostituita da  Zheng Saisai
- Dajana Jastrems'ka → sostituita da  Wang Qiang

Durante il torneo
- Danielle Collins

## Partecipanti al doppio

### Teste di serie
| Nazione     | Giocatore             | Nazione     | Giocatore        | Rank* | Testa di serie |
| ----------- | --------------------- | ----------- | ---------------- | ----- | -------------- |
| Giappone    | Shūko Aoyama          | Giappone    | Ena Shibahara    | 32    | 1              |
| Cina        | Duan Yingying         | Cina        | Zheng Saisai     | 47    | 2              |
| Cile        | Alexa Guarachi        | Stati Uniti | Desirae Krawczyk | 51    | 3              |
| Stati Uniti | Bethanie Mattek-Sands | Stati Uniti | Asia Muhammad    | 60    | 4              |

* Ranking aggiornato all'8 febbraio 2021.

### Ritiri
Prima del torneo
- Anna Blinkova /  Veronika Kudermetova → sostituite da  Sharon Fichman /  Coco Gauff
- Chan Hao-ching /  Latisha Chan → sostituite da  Arina Rodionova /  Storm Sanders
- Gabriela Dabrowski /  Bethanie Mattek-Sands → sostituite da  Bethanie Mattek-Sands /  Asia Muhammad

- Nicole Melichar /  Demi Schuurs → sostituite da  Kaitlyn Christian /  Sabrina Santamaria
- Samantha Stosur /  Zhang Shuai → sostituite da  Ellen Perez /  Samantha Stosur

## Punti
| Evento              | V   | F   | SF  | QF  | 2T | 1T   | Q    | Q2   | Q1   |
| Singolare femminile | 470 | 305 | 185 | 100 | 55 | 1    | 25   | 13   | 1    |
| Doppio femminile    | 470 | 305 | 185 | 100 | 1  | N.D. | N.D. | N.D. | N.D. |

## Montepremi
| Evento              | V       | F       | SF      | QF      | 2T     | 1T     | Q    | Q2     | Q1     |
| Singolare femminile | $68 570 | $51 000 | $32 400 | $15 500 | $8 200 | $6 550 | N.D. | $5 000 | $2 565 |
| Doppio femminile    | $25 230 | $17 750 | $10 000 | $5 500  | $3 500 | N.D.   | N.D. | N.D.   | N.D.   |

## Campioni

### Singolare femminile
Iga Świątek ha battuto in finale  Belinda Bencic con il punteggio di 6–2, 6–2.
- È il secondo titolo in carriera per Świątek, primo della stagione.

### Doppio femminile
Alexa Guarachi /  Desirae Krawczyk hanno battuto in finale  Hayley Carter /  Luisa Stefani con il punteggio di 6(4)–7, 6–4, 10–3